# Yoav Gerafi
Yoav Gerafi (in ebraico יואב גראפי‎?; Tel Mond, 29 agosto 1993) è un calciatore israeliano, portiere dell'Hapoel Haifa.